# Maksym Bílyy (futbolista nacido en 1989)
Maksym Bílyy (en ucraniano: Максим Білий; Novomoskovsk, 27 de abril de 1989 - ibídem, 14 de septiembre de 2013) fue un futbolista profesional ucraniano que jugaba en la demarcación de centrocampista.

## Biografía
Maksym Bílyy debutó como futbolista profesional en 2006 a los 17 años de edad con el FC Metalist Járkov. Tras permanecer en el club un período corto de tiempo fichó por el FC Jarkiv. Jugó durante tres años en el club, y tras marcar cuatro goles en 52 partidos jugados, fue traspasado al PFK Metalurg Zaporizhia por una temporada. Ya en 2010 fue fichado por el FC Zarya Lugansk, donde permaneció los últimos tres años de su carrera futbolística antes de su muerte.
Maksym Bílyy falleció el 14 de septiembre de 2013 a los 24 años de edad a causa de un tumor cerebral.

## Selección nacional
Maksim Bili ha sido convocado por la selección de fútbol de Ucrania sub-16, sub-18, sub-19 y sub-21.

## Clubes
| Club                    | País    | Año       | Partidos | Goles |
| ----------------------- | ------- | --------- | -------- | ----- |
| FC Metalist Járkov      | Ucrania | 2006      | 0        | 0     |
| FC Jarkiv               | Ucrania | 2006–2009 | 52       | 4     |
| PFK Metalurg Zaporizhia | Ucrania | 2009–2010 | 1        | 0     |
| FC Zoryá Lugansk        | Ucrania | 2010–2013 | 63       | 7     |